# مايك كلارك (مدرب رياضي)
مايك كلارك (بالإنجليزية: Mike Clark)‏ هو مدرب رياضي أمريكي، ولد في 22 أغسطس 1954.